# Tachina levicula
Tachina levicula là một loài ruồi trong họ Tachinidae.